# عملية غيوم الخريف
عملية غيوم الخريف (العبرية: מבצע ענני סתיו) بدأت في الأول من نوفمبر/تشرين الثاني 2006، في أعقاب العديد من الهجمات الصاروخية وقذائف الهاون على جنوب إسرائيل، عندما دخلت قوات الدفاع الإسرائيلية قطاع غزة مما أدى إلى اندلاع قتال متقطع بالقرب من بيت حانون. وكانت هذه العملية أول مسعى عسكري يقوم به الجيش الإسرائيلي منذ عملية "أمطار الصيف" في صيف عام 2006. انطلقت العملية بهدف وقف الهجمات الصاروخية الفلسطينية على إسرائيل.
وقال مسؤولون بالحكومة الفلسطينية في السابع من نوفمبر/تشرين الثاني إن قوات جيش الدفاع الإسرائيلي بدأت بالانسحاب، مما أدى إلى انتهاء العملية. قُتل ثلاثة وخمسون فلسطينياً، من بينهم 16 مدنياً وجندي من جيش الدفاع الإسرائيلي، منذ 31 أكتوبر/تشرين الأول. 

## الجدول الزمني

### غارة 1 نوفمبر
في الأول من نوفمبر/تشرين الثاني 2006، وفي أكبر عملية عسكرية إسرائيلية منذ عملية "أمطار الصيف"، قُتل ستة فلسطينيين وجندي إسرائيلي واحد وجُرح 35 شخصاً خلال غارة شنها الجيش الإسرائيلي على بيت حانون. وشملت الغارة ثلاث غارات جوية، وستين دبابة مدعومة بطائرات هليكوبتر حربية. وذكرت وكالة فرانس برس أن الجرافات الإسرائيلية هدمت ثلاثة منازل، كما أصيبت عشرات المنازل بقذائف الدبابات. وكانت هذه الغارة بمثابة بداية لعملية "غيوم الخريف" التي يشنها الجيش الإسرائيلي. وقد وصف كل من رئيس السلطة الفلسطينية محمود عباس ورئيس الوزراء إسماعيل هنية الغارة بأنها مجزرة.

### إطلاق النار في 3 نوفمبر
في 3 نوفمبر 2006 قُتلت امرأة فلسطينية وأُبلغ عن إصابة عشرة أشخاص بنيران الجيش الإسرائيلي. تجمعت النساء خارج مسجد في بيت حانون بعد نداء من الإذاعة المحلية للنساء لإنقاذ المسلحين الفلسطينيين المحاصرين داخل المسجد من خلال إخفاء المسلحين في صورة نساء. وزعم الجيش الإسرائيلي أن جنوده رصدوا مسلحين فلسطينيين يرتديان ملابس نسائية يختبئان وسط حشد من النساء، وأن المسلحين كانوا يستخدمون النساء كدروع بشرية.  
وأشاد رئيس وزراء السلطة الفلسطينية إسماعيل هنية بالنساء اللواتي قال عنهن "...أنهن قدن الاحتجاج لكسر حصار بيت حانون".

### انسحاب 7 نوفمبر
وقال مسؤولون بالحكومة الفلسطينية في السابع من نوفمبر/تشرين الثاني إن قوات جيش الدفاع الإسرائيلي بدأت بالانسحاب، مما أدى إلى انتهاء العملية. قُتل ثلاثة وخمسون فلسطينياً، من بينهم 16 مدنياً وجندي من جيش الدفاع الإسرائيلي، منذ 31 أكتوبر/تشرين الأول. 

### قصف 8 نوفمبر
وتعرضت عدة منازل مدنية في بيت حانون لقذائف أطلقتها قوات الاحتلال الإسرائيلي. قُتل ما لا يقل عن 19 مدنياً فلسطينياً وجُرح 40 آخرون.
وبعد يوم واحد، قدمت مساعدة الأمين العام للأمم المتحدة أنجيلا كين من إدارة الشؤون السياسية إحاطة إلى مجلس الأمن الدولي بشأن القصف. وحثت "كلا الجانبين في الصراع على العودة إلى الحوار". وقد تم طرح مشروع قرار اقترحته قطر لإدانة القصف على مجلس الأمن، لكن الولايات المتحدة استخدمت حق النقض ضده، حيث وصف السفير الأميركي لدى الأمم المتحدة جون بولتون القرار المقترح بأنه "أحادي الجانب" و"ذو دوافع سياسية". وفي أعقاب هذا الرفض، أصدرت الجمعية العامة للأمم المتحدة في 17 نوفمبر/تشرين الثاني 2006 قراراً مخففاً وغير ملزم يعرب عن "حزن" الجمعية إزاء القصف ويدعو إلى إرسال بعثة لتقصي الحقائق إلى غزة. تم تمرير القرار بأغلبية الأصوات بما في ذلك الدول الأعضاء في الاتحاد الأوروبي. ومن بين المعترضين العديدة كانت الولايات المتحدة وإسرائيل.

### 16 نوفمبر
في 16 نوفمبر/تشرين الثاني، أطلق مسلحون من حركتي حماس والجهاد الإسلامي صاروخ قسام على بلدة سديروت الإسرائيلية من بيت حانون، مما أسفر عن مقتل شخص وإصابة آخر. أصدر رئيس الوزراء الإسرائيلي بيانًا قال فيه: "هذا هو بالضبط نوع الهجمات القاتلة التي نحاول منعها. ستتخذ إسرائيل أي وسيلة ضرورية لحماية مواطنينا".

### العواقب
ورفضت إسرائيل التعاون مع مجلس حقوق الإنسان التابع للأمم المتحدة وعرقلت أي تحقيق دولي في هذه المسألة. رفضت السلطات الإسرائيلية والأرض الفلسطينية المحتلة زيارة البعثة المكلفة من مجلس حقوق الإنسان والتي كان من المقرر أن يرأسها رئيس الأساقفة ديزموند توتو. وفي 11 نوفمبر/تشرين الثاني، استخدمت الولايات المتحدة حق النقض ضد مشروع قرار في مجلس الأمن يدعو إلى تشكيل بعثة لتقصي الحقائق في الأحداث التي وقعت في 8 نوفمبر/تشرين الثاني في بيت حانون.
وخلص تقرير للأمم المتحدة كتبه المقرر الخاص إلى أنه "يبدو من الواضح أن إطلاق القذائف بشكل عشوائي على حي مدني لا يوجد به هدف عسكري واضح يشكل جريمة حرب، ويجب أن يتحمل القائد وأولئك الذين شنوا الهجوم المدفعي الذي استمر 30 دقيقة المسؤولية الجنائية عنها". 